# Bogvennen
Bogvennen er et tidsskrift, der beskæftiger sig med fremstilling og design af bøger, udgivet af Forening for Boghaandværk. Siden 2007 har de årlige udgivelser gennemgående været tematiserede omkring specifikke aspekter af bøgers produktion og indhold.

## Historie
Forening for Boghaandværk blev stiftet i 1888 med Frederik Hendriksen som primus motor. I årene 1890 til 1892 udsendte foreningen et Aarsskrift, der indeholdt artikler om bogtrykkunstens historie, den tekniske udvikling af bogproduktion, og omtaler af bogdesign, bogdesignere og bogsamlere.
Fra 1893 blev titlen ændret til Bogvennen, og indholdet blev udvidet til også at omfatte omtale af internationale begivenheder på bogmarkedet, og der blev desuden skrevet nekrologer over afdøde fagfæller.
I udgaven fra 1934 annoncerede foreningen, at man ville bedømme årets bedste bogarbejde, og fra 1936 kom der omtale af det forudgående års bedste arbejder.
Udgaven fra 2006 fremstod som den sidste i rækken af de traditionelle årsoversigter. Derefter fik de årlige udgivelser karakter af tematiserede årbøger, i 2007 Den gode bog, i 2008 Børnebilledbogen og så videre.